# Margo MacDonald
Margo MacDonald, född 19 april 1943 i Hamilton i South Lanarkshire, död 4 april 2014 i Edinburgh, var en skotsk politiker och oberoende parlamentsledamot i skotska parlamentet.

## Karriär
Margo MacDonald var från början medlem av Scottish National Party (SNP). Hon satt i brittiska underhuset 1973–1974. 1974 blev hon vice partiledare, som hon var till 1979.
År 1999 återvände hon som politiker och var första namnet på SNP:s valsedel i sitt valdistrikt. När hon blev nedflyttad till femte plats i valet 2003 beslutade hon att lämna partiet och försöka vinna på personval. Hon blev omvald som oberoende 2007. Hon samarbetade med partiet i parlamentet även efter att hon blev oberoende.

## Hjärtefrågor
Margo MacDonald ville att Skottland skulle bli självständigt. Hon ville också ha ett socialistiskt samhälle och låg mer åt vänster än SNP. Hon förespråkade ett planekonomiskt samhälle.

## Privatliv
Margo MacDonald gifte sig med journalisten Jim Sillars 1988. Hon fick år 2002 reda på att hon hade Parkinsons sjukdom.